# Maria Antonie Gabriele von Koháry

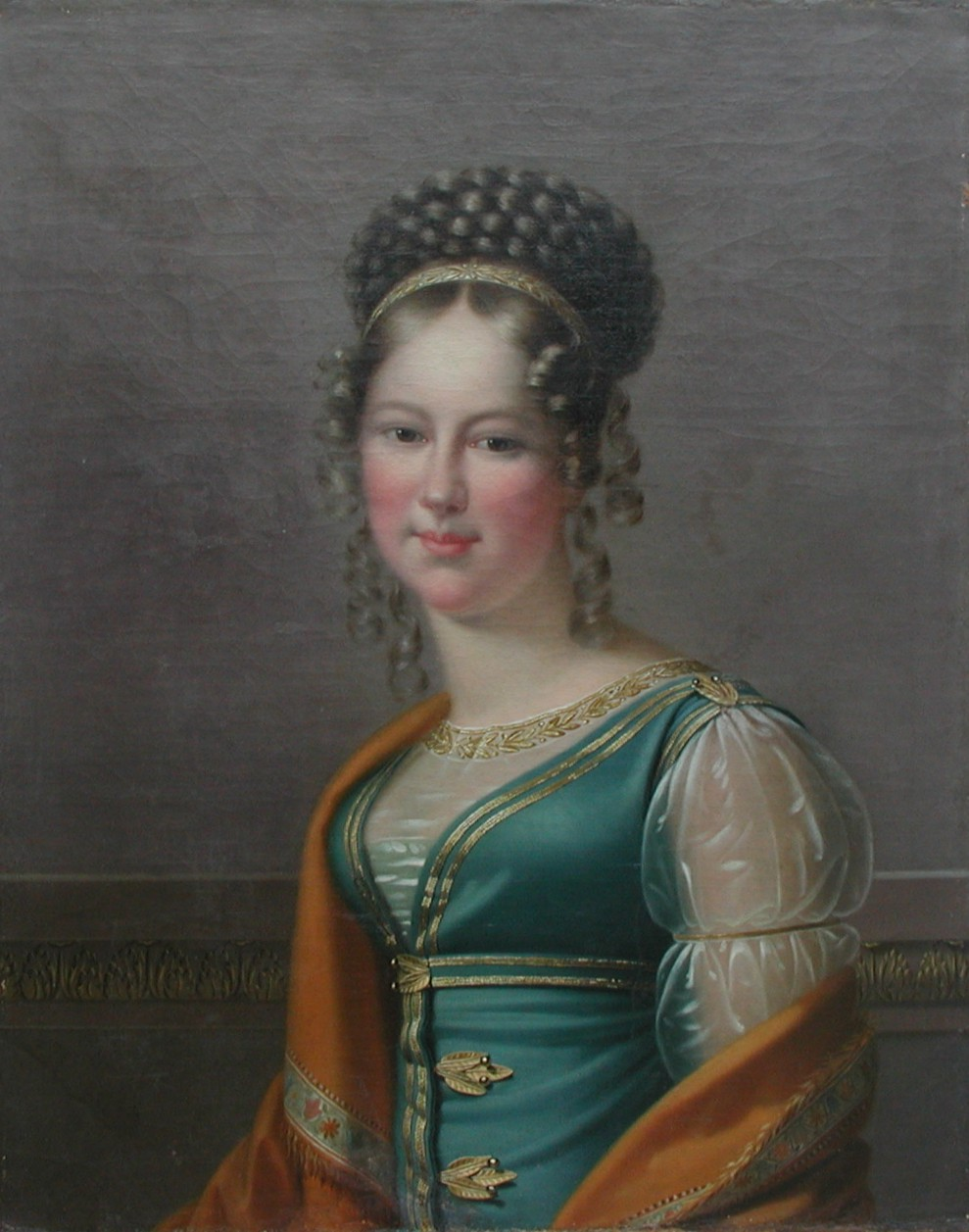
Prinzessin Antonie Koháry

Maria Antonie Gabriele Koháry de Csábrág et Szitnya (* 2. Juli 1797 in Budapest; † 25. September 1862 in Wien) war eine ungarisch-österreichische Magnatin, Erbin des Hauses Koháry und Stammmutter der Linie Sachsen-Coburg-Gotha-Koháry. Ihr Sohn Ferdinand wurde 1837 König von Portugal, ihr Enkel Ferdinand 1887 König von Bulgarien und ihr Urenkel Ferdinand I. 1914 König von Rumänien. Sie war außerdem Urgroßmutter des letzten sächsischen Königs Friedrich August III.

## Leben
Antonie wurde als Tochter des Grafen Ferenc József Koháry (1767–1826) und dessen Gemahlin Antonia Gräfin von Waldstein zu Wartenberg (1771–1854) geboren. Der ältere Bruder Antonies war bereits im Alter von fünf Jahren 1797 gestorben und damit wurde sie zur Erbin des reichbegüterten Hauses Koháry.
Am 2. Jänner 1816 heiratete sie in Wien Prinz Ferdinand Georg August von Sachsen-Coburg. Um ihre Ebenbürtigkeit zu erreichen, wurde Antonies Vater durch den Kaiser am 15. November 1815 als Fürst Koháry de Csábrág et Szitnya in den Fürstenstand erhoben und Antonie damit Prinzessin. Die umfangreichen Besitzungen Antonies in Niederösterreich, in Ungarn und in der heutigen Slowakei mit Gütern, Wäldern, Bergwerken, Fabriken umfassten mehr als 150.000 ha und machten die Coburger bis zum Ersten Weltkrieg zu den drei größten Landbesitzern Ungarns.
Nach ihrer Eheschließung bezog sie mit ihrem Mann das Palais Coburg in der Favoritenstraße 7, wo sie bis zu ihrem Tode lebte. Danach erbte ihr jüngster Sohn Leopold das Palais, welcher es 1865 an Erzherzog Carl Ludwig, den jüngeren Bruder Kaiser Franz Josephs verkaufte. Das Palais trägt seither dessen Namen Palais Erzherzog Carl Ludwig.
Antonie war die letzte Grundherrin von Schloss Ebenthal.
Nach Harald Sandner hat sie im Herzoglichen Mausoleum auf dem Coburger Friedhof am Glockenberg ihre letzte Ruhestätte. Einige ihrer Verwandten sind jedoch in einer Gruft in Kleinhadersdorf, einem Ort der Stadt Poysdorf im Weinviertel bestattet. Die Familiengruft der Koháry befindet sich in der Abteikirche von Hronský Beňadik.

## Nachkommen

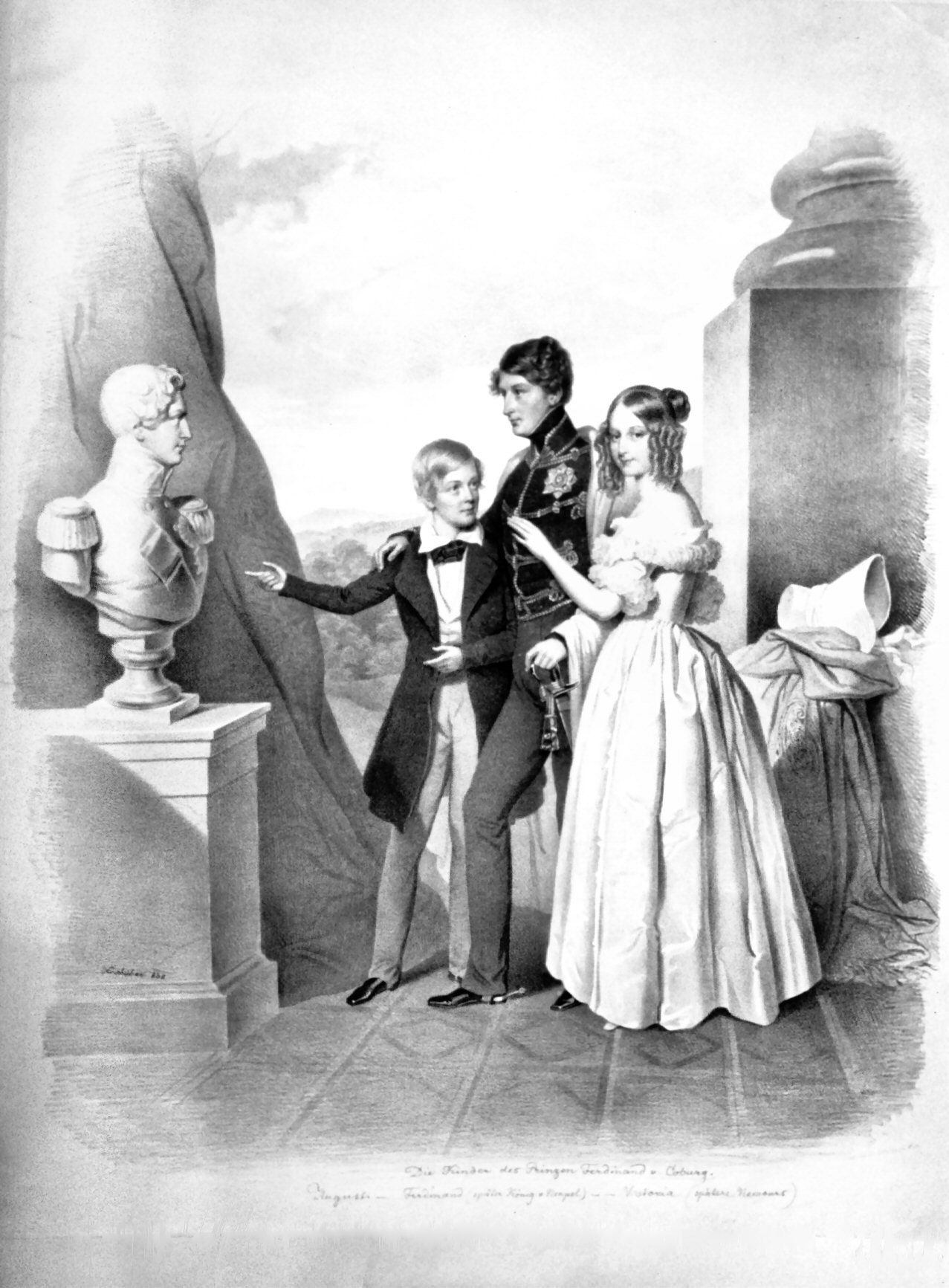
August, Viktoria, Leopold, Lithographie von Josef Kriehuber, 1838

- Ferdinand August Franz Anton (1816–1885), seit 1837 als Ferdinand II. König von Portugal, ⚭ 1836 Königin Maria II. da Gloria von Portugal
- August (1818–1881), ⚭ 1843 Prinzessin Clementine d’Orléans
- Viktoria (1822–1857), ⚭ 1840 Louis d’Orléans, duc de Nemours
- Leopold (1824–1884), ⚭ 1861 Konstanze Geiger, „Freifrau von Ruttenstein“

## Würdigung
Im Jahr 2015 fand in Poysdorf eine Sonderausstellung mit dem Titel „Die Fürsten von Poysdorf“ – von der Weinstadt Österreichs auf die Throne von Portugal, Bulgarien und Brasilien statt.